# Buddy Rich

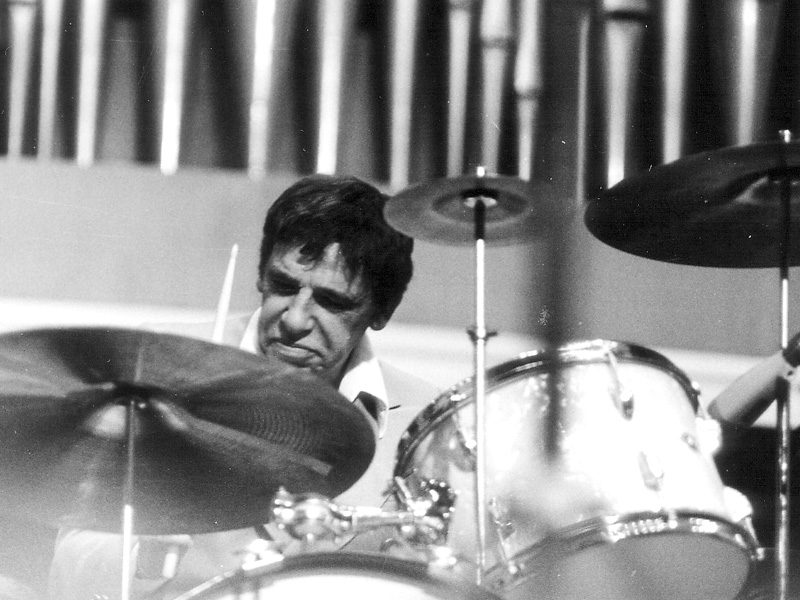
Buddy Rich 1977.

Bernard "Buddy" Rich, född 30 september 1917 i Brooklyn i New York, död 2 april 1987 i Santa Monica, Kalifornien, var en amerikansk trumslagare och orkesterledare.
Redan vid 18 månaders ålder uppträdde Rich på vaudevilleteatrar i USA som "Trumslagarundret". Vid toppen av sin barnkarriär var han den näst högst betalda barnstjärnan och vid 11 års ålder ledde han en egen orkester. Han hade ingen formell skolning när det gällde sitt trummande och han till och med avvisade varje form av instruktion eftersom han ansåg att den bara skulle göra honom osäker. Fastän han brukar betecknas som en av de främsta och mest nyskapande trumslagarna på sin tid har han uttalat sin beundran för samtida stjärnor som Gene Krupa, Chick Webb och Jo Jones.
Vid slutet av 1930-talet startade hans karriär som jazzmusiker och han spelade med kända orkesterledare som Bunny Berigan och Artie Shaw. Senare kom han att i olika omgångar spela sex år med Tommy Dorsey samt med Benny Carter, Harry James, Les Brown, Charlie Ventura och i Jazz at the Philharmonic. Dessutom hade han en egen orkester och gjorde gästspel i olika All Star-band.
Under perioden från 1966 fram till sin död 1987 hade han ett framgångsrikt storband trots att storbandens popularitet hade dalat sedan 1930- och 1940-talen. Hans sannolikt mest framstående och populära framträdande var med ett storbandsarrangemang av Leonard Bernsteins West Side Story.
Buddy Rich avled 2 april 1987 strax före en inplanerad hjärtoperation.